# دندان‌پزشک (فیلم ۱۹۳۲)
دندان‌پزشک (انگلیسی: The Dentist) یک فیلم کوتاه کمدی است به کارگردانی لسلی پیرس که در سال ۱۹۳۲ منتشر شد.